# Sitona lepidus
Sitona lepidus es una especie de escarabajo del género Sitona, familia Curculionidae. Fue descrita por Gyllenhal en 1834.
Se distribuye por Europa. Habita en Portugal, Polonia, Alemania, Noruega, Francia, Estonia, Países Bajos, Dinamarca, Canadá, Reino Unido, Austria, Finlandia, Rusia, Luxemburgo, Suecia, Eslovaquia, Bulgaria, Bélgica, Serbia, Bielorrusia, Irlanda, Lituania, Marruecos, España, Italia, Macedonia del Norte y Rumania. Es una especie introducida en Estados Unidos y Nueva Zelanda.
Se alimenta de las raíces de varias especies de tréboles (Trifolium).

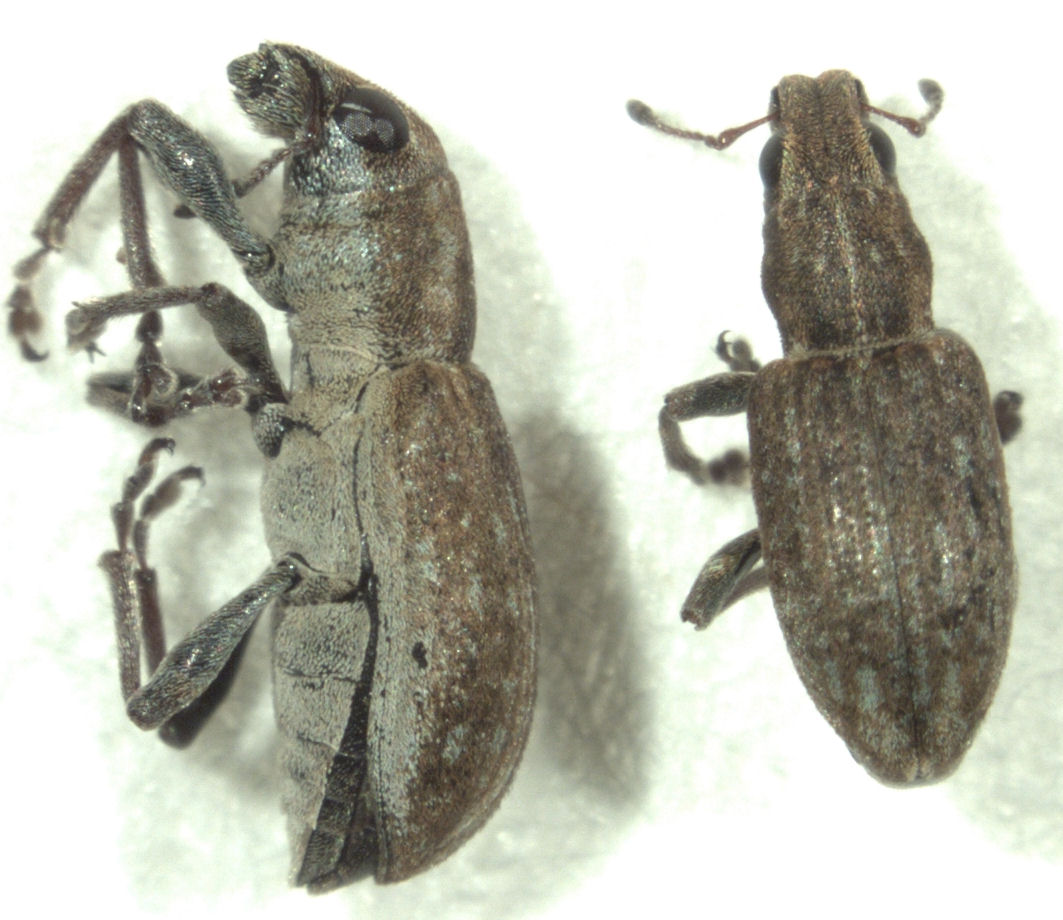
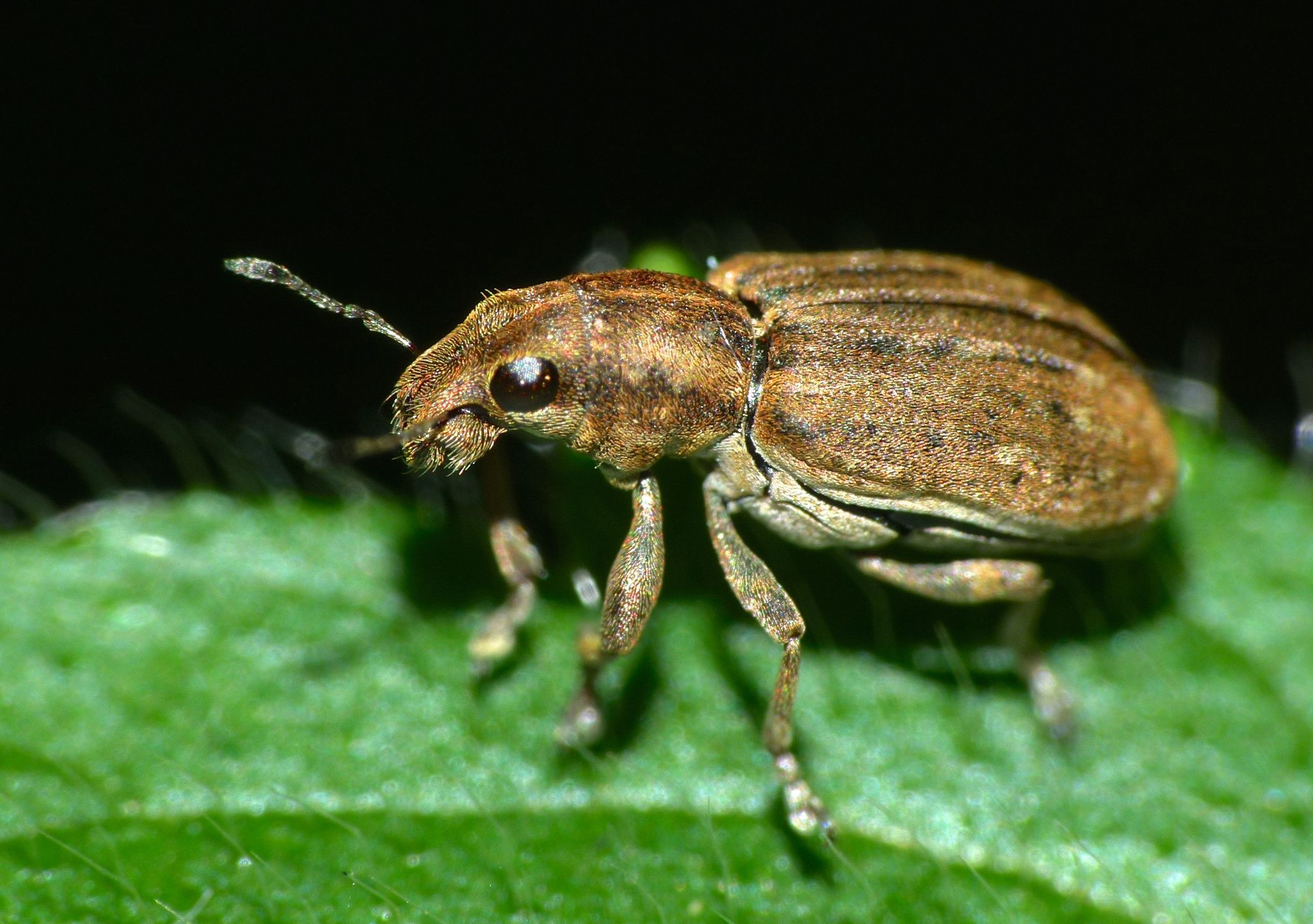
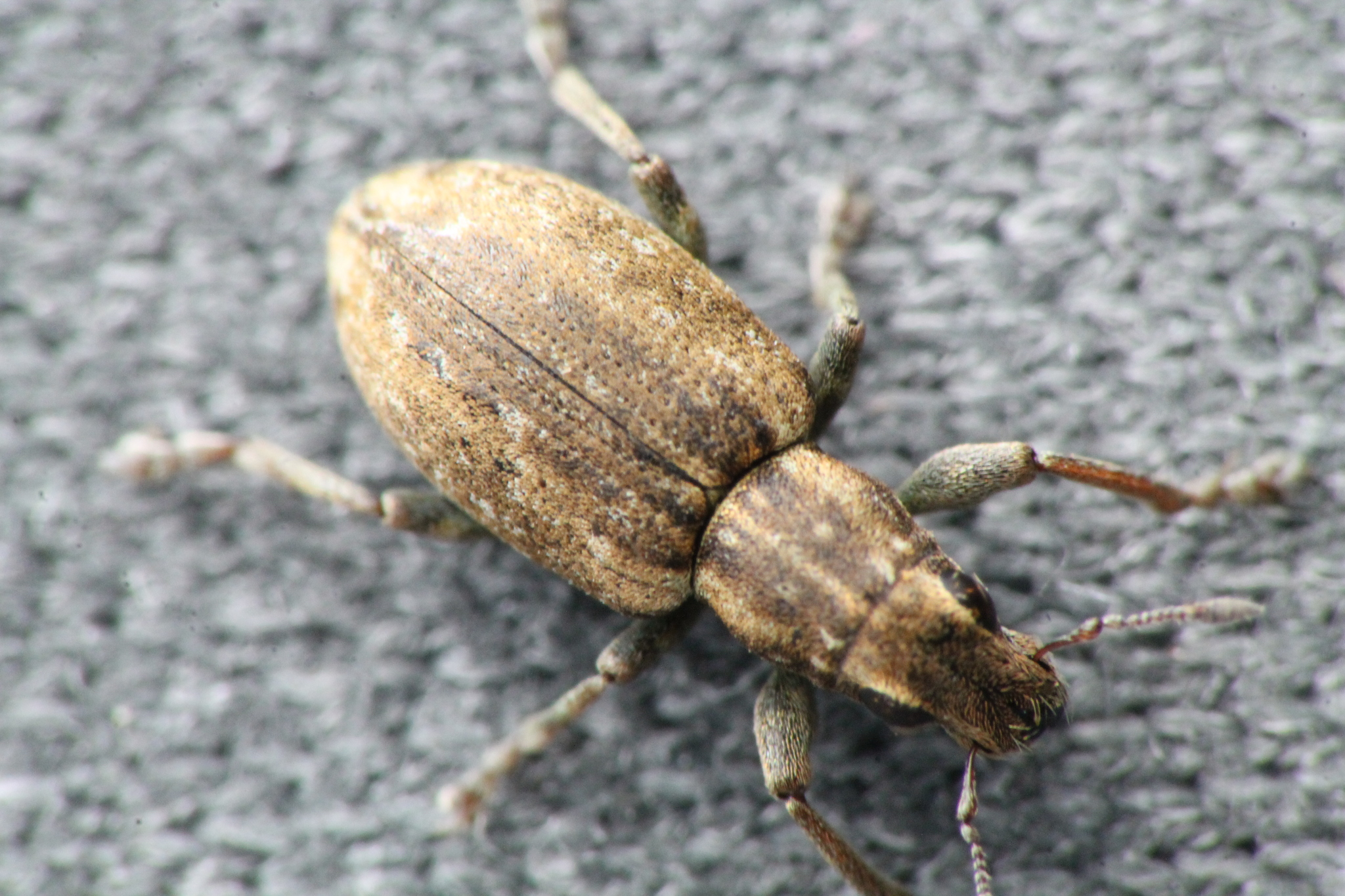
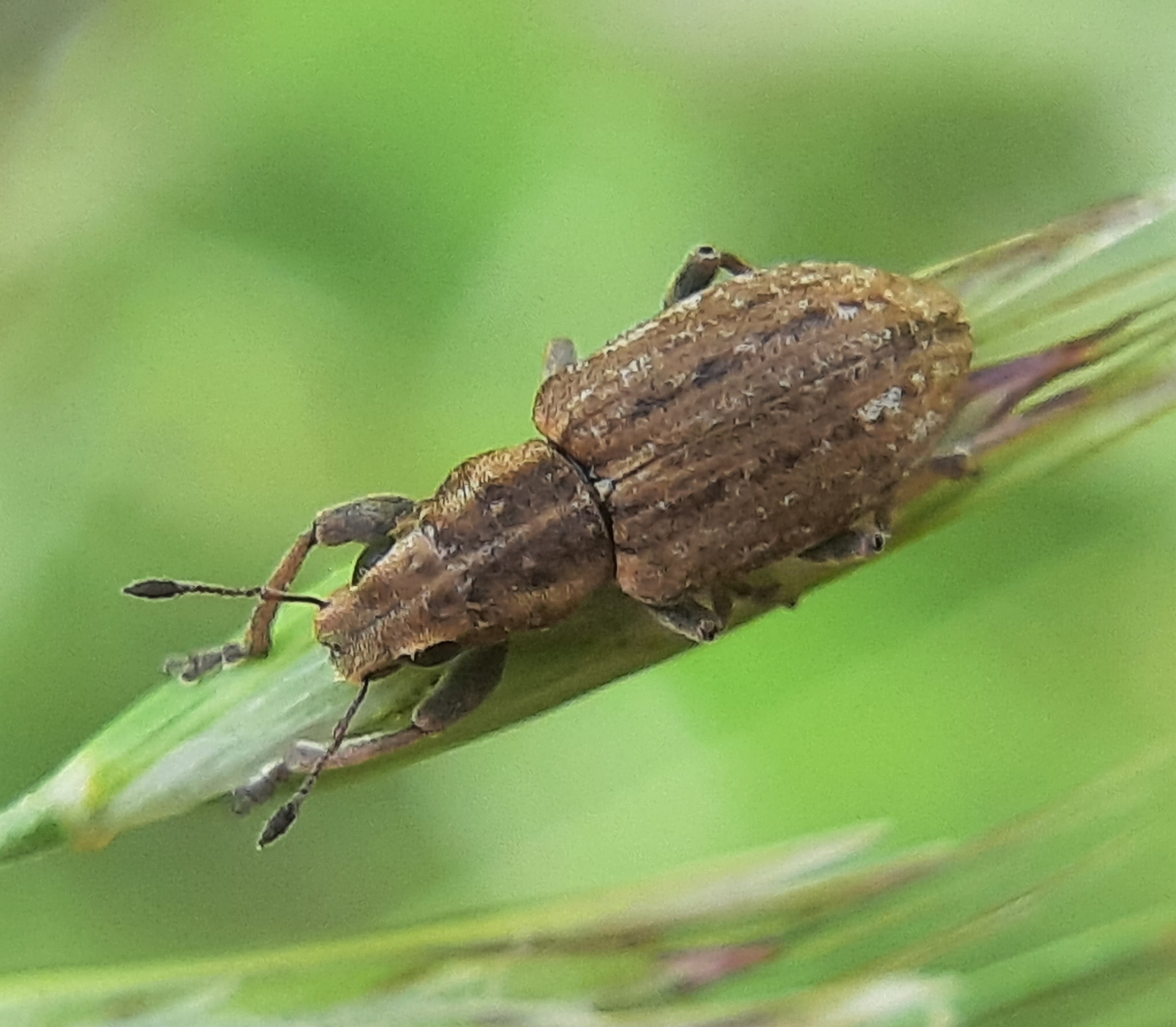
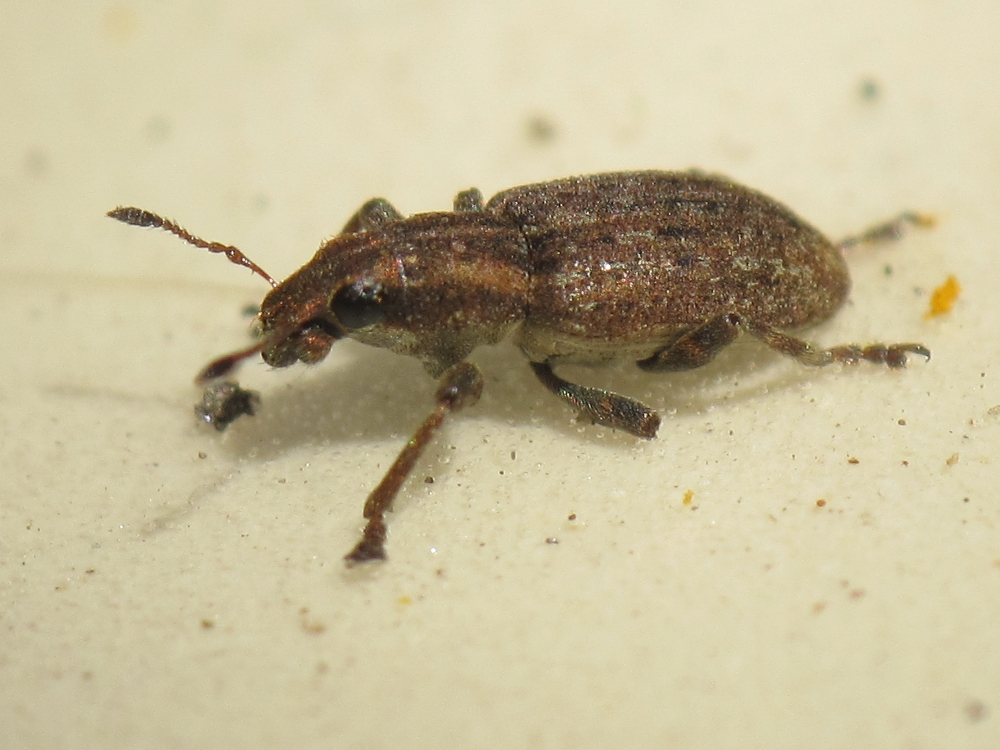